# Фирсов, Вадим Николаевич
Вадим Николаевич Фирсов (22 июня 1978, Москва) — российский футболист.

## Карьера
Футболом начал заниматься в детских спортшколах «Торпедо», ЦСКА и «Трудовые резервы». Первым профессиональной командой для Фирсова был ФК «Краснознаменск». В дальнейшем он играл за ряд московских и подмосковных команд и польский «Заглембе». В 2003—2004 годах выступал в Высшей лиге чемпионата Украины в клубе «Звезда» Кировоград, за который провел провел 12 матчей и забил 1 мяч. Следующий сезон Фирсов отыграл в Первой украинской лиге за луганскую «Зарю». Затем вернулся в Россию, где отыграл несколько сезонов в Первом и Втором дивизионах. В 2011 году завершил карьеру, не сыграв ни одного матча за курский «Авангард».